# Domaine de Takanabe

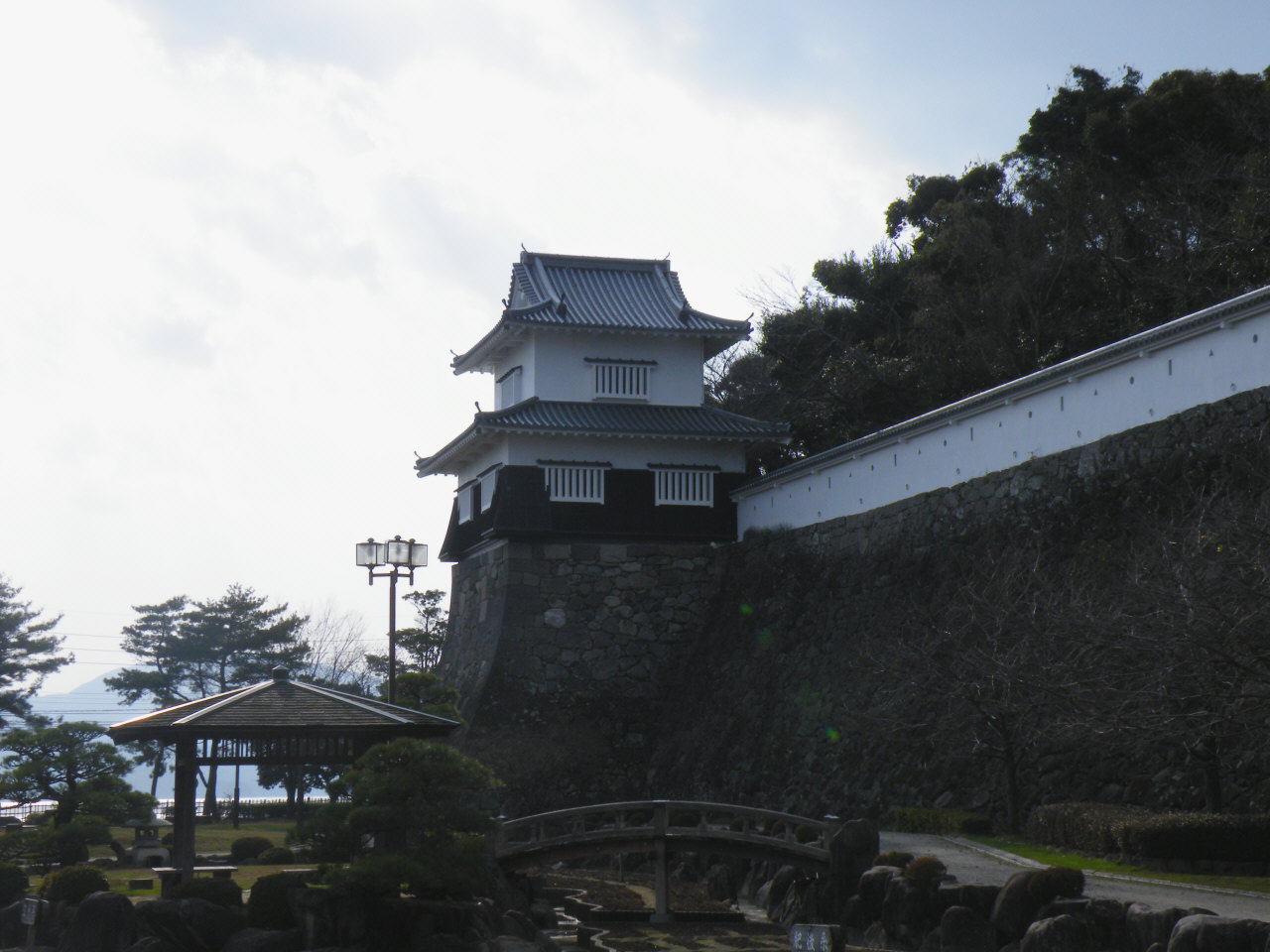
Château de Kushima

Le domaine de Takanabe (高鍋藩, Takanabe-han) est un domaine féodal japonais situé dans la province de Hyūga, de nos jours préfecture de Miyazaki. Le domaine est régi par le clan Akizuki pendant toute l'époque d'Edo.

## Histoire
Takanabe est anciennement connu sous le nom de « Kushima ». Le domaine est attribué à Akizuki Tanezane par Toyotomi Hideyoshi après la reddition de Tanezane lors de la mise au pas de Kyūshū à la fin des années 1580. Tanezane Akizuki garde le contrôle du fief après la bataille de Sekigahara car il était du côté d'Ishida Mitsunari mais il passe dans le camp adverse alors qu'il est au château d'Ōgaki, y tuant les commandants de l'armée de l'Ouest et ouvrant le château à l'armée de l'Est. En 1604, Tanezane s'installe au château de Takanabe. Le classement de revenus du domaine est de 30 000 koku jusqu'en 1689 quand Tanemasa Akizuki, le daimyo de la 4e génération, attribue 3 000 koku à son jeune frère. Les revenus du domaine de Takanabe se maintiendront toujours à 27 000 koku.
Harunori Yōzan, le fameux daimyo du domaine de Yonezawa, est le 2e fils de Tanamitsu, le daimyo de la 6e génération Takanabe.
Meirin-dō, l'école han du domaine de Takanabe, fondée en 1778, apporte un grand prestige à Takanabe comme centre éducatif.
Le domaine est aboli en 1871 et devient la préfecture de Takanabe. Il est intégré dans diverses préfectures avant de finalement faire partie de la préfecture de Miyazaki. Les membres de l'ancienne famille dirigeante deviennent shishaku (vicomtes) en 1884 selon le système du kazoku.

## Liste des daimyos
- Clan Akizuki (tozama daimyo ; 30 000 à 27 000 koku)

1. Akizuki Tanenaga
2. Taneharu
3. Tanenobu
4. Tanemasa
5. Tanehiro
6. Tanemitsu
7. Taneshige
8. Tanenori
9. Tanetada
10. Tanetomi

## Source de la traduction
- (en) Cet article est partiellement ou en totalité issu de l’article de Wikipédia en anglais intitulé « Takanabe Domain » (voir la liste des auteurs).